# ليزا بويل
ليزا دورين بويل (بالإنجليزية: Lisa Doreen Boyle)‏ هي ممثلة وعارضة أزياء أمريكية ولدت في يوم 6 أغسطس 1964 في مدينة شيكاغو في ولاية إلينوي في الولايات المتحدة، وقد عرضت صور لها على مجلة بلاي بوي، ومثلت في عدة أفلام أمريكية.

## روابط خارجية
- ليزا بويل على موقع IMDb (الإنجليزية)
- ليزا بويل على موقع ألو سيني (الفرنسية)
- ليزا بويل على موقع أول موفي (الإنجليزية)
- ليزا بويل على موقع قاعدة بيانات الأفلام السويدية (السويدية)
- ليزا بويل على موقع إن إن دي بي (الإنجليزية)
- ليزا بويل على موقع قاعدة بيانات الفيلم (الإنجليزية)
- ليزا بويل على موقع كينوبويسك (الروسية)